# Giovanni Battista Riccioli
Giovanni Battista Riccioli (Giambattista Riccioli) (Ferrara, 1598. április 17. – 1671. június 25.) olasz jezsuita, csillagász. Elsőként mérte meg a szabadon eső tárgyak gyorsulását.

## Életpályája
Riccioli Itáliában született. 1614-ben lépett a jezsuita rendbe. Életét a csillagászat tanulmányozására szentelte, gyakran dolgozott Francesco Maria Grimaldival együtt. Galilei fiatalabb kortársa, az első távcsöves megfigyelők közé tartozik. Tanulmányait a bolognai Jezsuita Akadémián végezte. Parmában teológia és filozófia, Bolognában asztronómia professzor.
Egyik célja, hogy az akkor még bizonyítatlan heliocentrikus világképet cáfolja, mivel a Tycho Brahe által felvetett geo-heliocentrikus nézetet támogatta, amely szerint a Nap a Föld körül kering, de a többi bolygó a Nap körül mozog.
A másik célja az volt, hogy korszerű köntösbe öltöztesse (távcsöves észlelések alapján) a Ptolemaiosz Klaudiosz enciklopédiát, az Almagest-et. Főműve az "Új Almagest" (Almagestum Novum, első kiadása: Bologna, 1651) valóban a kor legjelentősebb gyakorlati kézikönyve. Ebben a különben asztronómiai munkában föllelhetjük a szabad esésre vonatkozó vizsgálatokat, melyeket Grimaldi és Riccioli 1640-től 1650-ig együttesen hajtottak végre. Első kísérleteiket mérleg segítségével tették: különböző magasságokból a mérleg egyik serpenyőjébe súlyokat ejtettek, s megfigyelték, hogy ekkor a másik serpenyő mekkora súlyokat képes fölemelni. Későbbi kísérleteikre a bolognai ferde tornyok egyikét, az Asinelli tornyot használták, és Galilei eséstörvényeit igazolták. Ezek a kísérletek az által váltak jelentősekké, hogy Ricciolit arra indították, hogy a levegő ellenállására vonatkozó beható kísérleteket tegyen. Megmutatta, hogy a leejtett sűrűbb golyók hamarabb esnek a földre, mint a ritkábbak; hogy az ellenállás a vízben mint sűrűbb közegben sokkal nagyobb mint a levegőben.
Ebben a műben tette közzé rendtársa, Grimaldi holdtérképét is, amelyen a síkságoknak és a hegyvidékeknek saját maga adott nevet, főleg az ókortól a maga koráig terjedő idők nevezetes személyiségeiről. (A sík területeket tengereknek, tavaknak nevezte el). Annak ellenére, hogy szemben állt a kopernikuszi világnézettel, krátereket nevezett el Kopernikuszról, Galileiről, Keplerről és Lansbergiusról is. Nevei a mai holdnevek magját alkotják. Felfedezte, hogy a Nagy Medve csillagkép zéta jelű csillaga távcsőben csillag-párnak látszik. Fontos műve a modern geográfiát, térképészetet és hidrográfiát megalapozó "Geographiae et hidrographiae reformata" (Bologna, 1661), amely több kiadást is megért. Tanulmányozta a légkör sugártörését, és a szögméréseket befolyásoló hibaforrásokat.
Bolognában halt meg.

## További fontos művei
- Astronomia reformata (1665)
- Chronologia reformata (1669)
- Tabula latitudinum et longitudinum (kiadva: 1689)